# Piłka nożna w Albanii

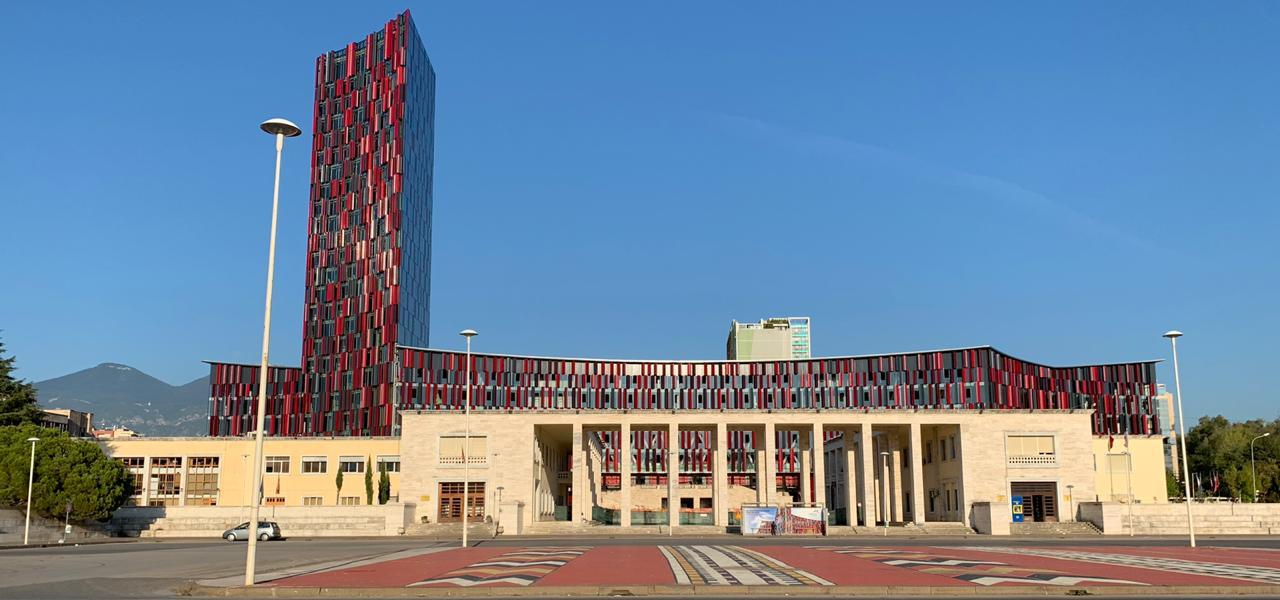
Arena Kombëtare, stadion domowy reprezentacji narodowej

Piłka nożna (alb. Futboll fut.ˈbɔɫ) jest najpopularniejszym sportem w Albanii. Jej głównym organizatorem na terenie Albanii pozostaje Federata Shqiptare e Futbollit (FSHF).
Według stanu na 17 listopada 2021 roku Lorik Cana i Altin Lala mają odpowiednio 93 i 78 występów reprezentacyjnych, a Erjon Bogdani strzelił 18 bramek w barwach reprezentacji Albanii.
W albańskiej Kategoria Superiore grają takie utytułowane kluby, jak KF Tirana, Dinamo Tirana, Partizani Tirana i KF Vllaznia.

## Historia

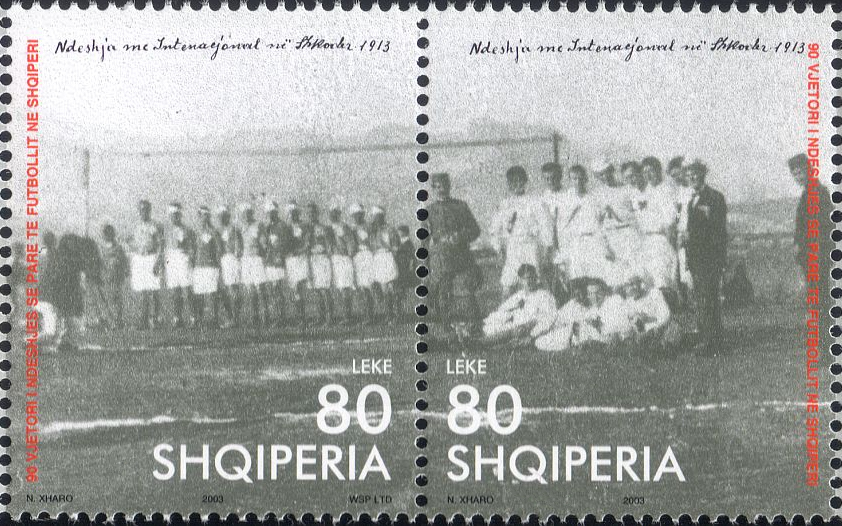
Pierwszy międzynarodowy mecz w Albanii pomiędzy austro-węgierskim zespołem marynarki wojennej i Indipendenca Shkodër w 1913 roku.

Piłka nożna zaczęła zyskiwać popularność w Albanii na początku XX wieku. Pierwszy zarejestrowany mecz odbył się między uczniami w chrześcijańskiej misji w Szkodrze. W 1911 roku został organizowany pierwszy turniej piłkarski Fier Fair (alb. Turneu Futbollistik i Panairit të Fierit), który odbył się w Rahije obwodu Fier, podczas gdy Albania była jeszcze pod panowaniem Imperium Osmańskiego. Do turnieju zgłosiło się 8 zespołów z Tirany, Elbasani, Kavaja, Berati, Peqini, Wlory, Fieri i Lushnja. Drużyna z Tirany pokonała w finale Peqini 6:1 i została zwycięzcą. Po uzyskaniu niepodległości przez Albanię w 1912 roku w Szkodrze powstał pierwszy albański klub piłkarski Indipendenca, założony przez Palokë Nika.
Po założeniu albańskiej federacji piłkarskiej – FSHF w 1930 roku, rozpoczął się proces zorganizowania pierwszych oficjalnych Mistrzostw Albanii. W sezonie 1930 po raz pierwszy wystartowały rozgrywki w Kategoria e Parë. W kwietniu 1939 wojska włoskie zajęły Albanię. Podczas okupacji włoskiej w latach 1939–1942 oraz okupacji hitlerowskiej w latach 1943–1944 prowadzone jedynie rozgrywki w sezonach 1939, 1940 i 1942, ale były to mistrzostwa nieoficjalne. Od 1945 ponownie startowały rozgrywki o mistrzostwo Albanii.
Rozgrywki zawodowej Kategoria Superiore zainaugurowano w sezonie 1998/99.

## Format rozgrywek ligowych
W obowiązującym systemie ligowym trzy najwyższe klasy rozgrywkowe są ogólnokrajowe (Kategoria Superiore, Kategoria e Parë i Kategoria e Dytë). Dopiero na czwartym poziomie pojawiają się grupy regionalne.

## Puchary
Rozgrywki pucharowe rozgrywane w Albanii to:
- Puchar Albanii (Kupa e Shqipërisë),
- Superpuchar Albanii (Superkupa e Shqipërisë) - mecz między mistrzem kraju i zdobywcą Pucharu.